# Christoph Ullrich

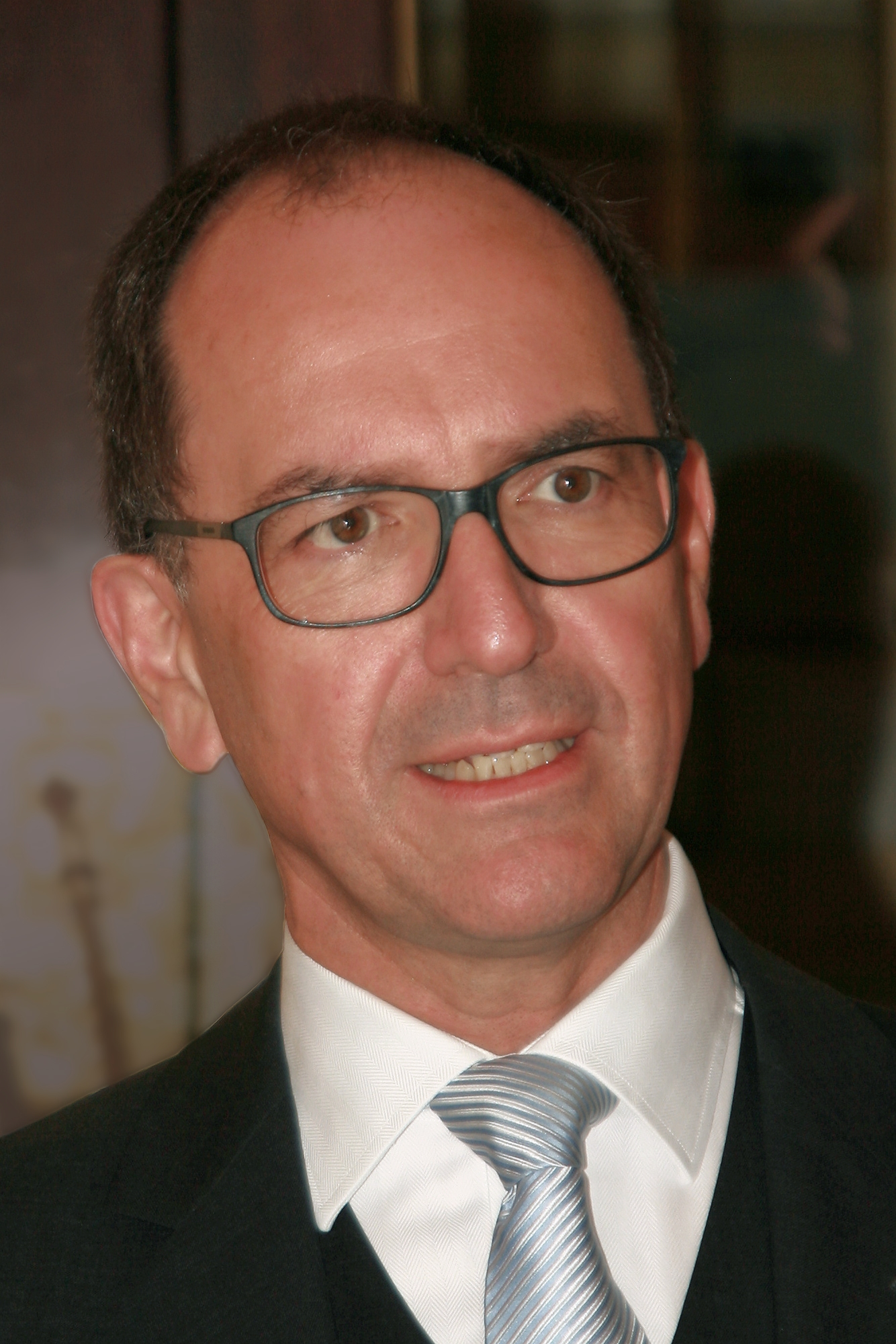
Christoph Ullrich (2015)

Christoph Ullrich (* 28. Juni 1960 in Limburg an der Lahn) ist ein deutscher Verwaltungsbeamter, Politiker (CDU) und Richter. Seit 2015 ist er Regierungspräsident des hessischen Regierungsbezirks Gießen.

## Leben
Nach seinem Abschluss an der Fürst-Johann-Ludwig-Schule in Hadamar und anschließendem Zivildienst beim Deutschen Roten Kreuz Oberlahn in Weilburg studierte Christoph Ullrich Rechtswissenschaft an der Justus-Liebig-Universität in Gießen. Im Jahr 1985 legte er die erste juristische Staatsprüfung ab. Es folgte 1988 die zweite juristische Staatsprüfung nach einem Referendariat am Landgericht Limburg an der Lahn. Ullrich war von 1987 bis 1989 wissenschaftlicher Mitarbeiter des Bundestagsabgeordneten Michael Jung, 1991 wurde er in Gießen bei Peter Cramer mit einer Arbeit zum Thema Sonderrechte und Generalklausel in der Straßenverkehrs-Ordnung promoviert.
Nach seinem Studium war er Richter an den Amtsgerichten Wiesbaden, Hadamar und Weilburg. Im Jahr 1999 wurde er an die Hessische Landesvertretung in Berlin, dann als Referent an das Hessische Justizministerium abgeordnet. 2001 wurde er dort Pressesprecher von Minister Christean Wagner. Im folgenden Jahr erfolgte seine Ernennung zum Direktor des Amtsgerichts Dillenburg. Im Jahr 2006 wurde er Vizepräsident und 2008 Präsident des Landgerichts Marburg. Im Oktober 2014 wurde er Präsident des Landgerichts Limburg. Am 14. September 2015 bestimmte die Hessische Landesregierung in ihrer Kabinettssitzung Ullrich als Nachfolger von Lars Witteck zum Regierungspräsidenten des Regierungspräsidiums Gießen, am 2. Oktober 2015 erfolgte die Amtseinführung.
Christoph Ullrich gehörte bis 2014 rund 16 Jahre lang der CDU-Fraktion des Kreistages Limburg-Weilburg an. Er ist verheiratet und hat zwei Töchter.